# كاظم السبتي
كاظم حسن السبتي (1839 - 9 نوفمبر 1923) فقيه مسلم وشاعر وخطيب عراقي. ولد في النجف ونشأ بها، توفي والده وهو طفل فأودعته والدته عند حسن السلطاني الصائغ ليعمل عنده فشجعه على طلب العلم في ساعات الفراغ. قرأ المقدمات الأدبية والشرعية على أساتذة ثم حضر الأبحاث العالية فقهاً وأصولاً على لطف الله المازندراني ومحمد حسين الكاظمي ومحمد طه نجف. اتجه للخطابة الحسينية والوعظ الديني فاشتهر بهما وذاع صيته. هاجر بأهله إلى بغداد سنة 1308 هـ وسكنها سبع سنين ثم رجع إلى النجف وتوفي بها. يعد من أشهر مشاهير خطباء عصره اتسم بالتجديد والتحقيق وهو شاعر سريع النظم وله ديوان شعر كبير مرتب على حروف الهجاء ونظم شعر عامي أيضا. 

## سيرته
ولد كاظم بن حسن بن علي سبتي السهلاني الحميري في النجف سنة 1255 هـ/ 1839 م من أسرة علمية معروفة، توفي والده وهو صغير فأودعته أمه عند حسن السلطاني الصائغ ليحترف الصياغة فخصه بعنايته لما رأى فيه الذكاء فشجّعه على طلب العلم وحفظ الشعر. درس كاظم العلوم الدينية فحضر على جملة من مشاهير العلماء منهم لطف الله المازندراني وكان من المقربين إليه ومحمد حسين الكاظمي وكان من خاصته. تقلد الخطابة في المنبر الحسيني فحصل على إقبال الناس. هاجر إلى بغداد بدعوة تجار وسكن مع أهله وذلك في سنة 1308 هـ. نظم الشعر وقد غلب عليه الشعر في رثاء أهل البيت.

توفي يوم الخميس أخر يوم شهر ربيع الأول 1342 هـ و دُفِن بعد الغروب في الصحن العتبة العلوية أمام حجرة شيخ الشريعة الإصفهاني.

## آثاره
- ديوان شعر الجزء الأول بعنوان منتقى الدرر في النبي وآله الغرر بالفصحى والجزء الثاني في اللغة الدارجة، الروضة الكاظمية.
- سير الزمن